# HPLC-pomp

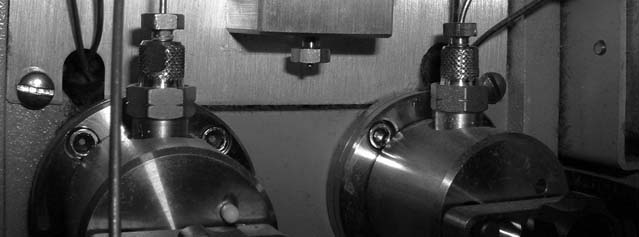
HPLC-pomp

De HPLC-pomp is een onderdeel van het HPLC-systeem. HPLC (High-Performance Liquid Chromatography) is een chromatografische techniek.

## Het HPLC-systeem
Het HPLC systeem bestaat uit verschillende onderdelen: Een mobiele fase (polair of apolair), een ontgasser, minstens één pomp, injector, kolom en detector. De injector zorgt met zijn twee standen (inject en load stand) voor de injectie van het sample in de kolom. Vervolgens zorgt de pomp ervoor dat de mobiele fase onder druk door de kolom wordt geperst. In de kolom zit de stationaire fase, deze kan polair (normal phase) of apolair zijn (reversed phase). Stoffen die door het systeem gaan worden dus gescheiden op affiniteit met de stationaire fase en de mobiele fase. Ten slotte zit aan het eind van de kolom een detector die de verschillende componenten detecteert. De overgebleven stoffen zullen in een afvalvat gaan die de waste wordt genoemd.

## HPLC-pomp
Omdat de inhoud van de kolom erg dicht is, is er een hoge druk nodig om de mobiele fase erdoorheen te persen. De pomp zorgt voor deze druk. Een gangbaar HPLC-systeem bevat twee of vier pompen om deze druk te bewerkstelligen. Met een binaire-systeempomp kun je gebruikmaken van twee verschillende mobiele fases. Met een quaternary-systeempomp kun je gebruikmaken van vier verschillende mobiele fases.
Deze pompen zijn ontworpen om een stabiele stroming van de mobiele fase te behouden en om pulsaties te vermijden ook al varieert de samenstelling van de mobiele fase. De twee dan wel vier pompen van het systeem worden vaak door dezelfde motor aangedreven. Deze zorgt ervoor dat de ene pomp kan pompen terwijl de andere zich weer vult. Deze pompen staan met elkaar in contact door een mix-kamer. Hierdoor kan er een variabele compositie van de mobiele fase gecreëerd worden (een elutiegradiënt). Met een binaire pomp kunnen gradiënten van twee verschillende vloeistoffen bewerkstelligd worden en met een quaternaire pomp kunnen gradiënten van maximaal vier verschillende vloeistoffen bewerkstelligd worden.

## Demper
Het pompen zorgt voor enige pulsatie in de mobiele fase, daarom is er vaak een druk of pulsatie demper geïnstalleerd tussen de pomp en de injector. Deze demper werkt via het principe van belasting. De simpelste vorm van deze belasting is in de vorm van gekrulde dunne buisjes die enkele meters lang kunnen zijn. Het principe van deze ballast werkt via golven die ontstaan door het pompen, door deze golven ontwindt deze gekrulde buisjesstructuur zich, om de variantie in druk tegen te werken. De meest gebruikte demper is een soort membraan, deze is gevuld met heptaan. 

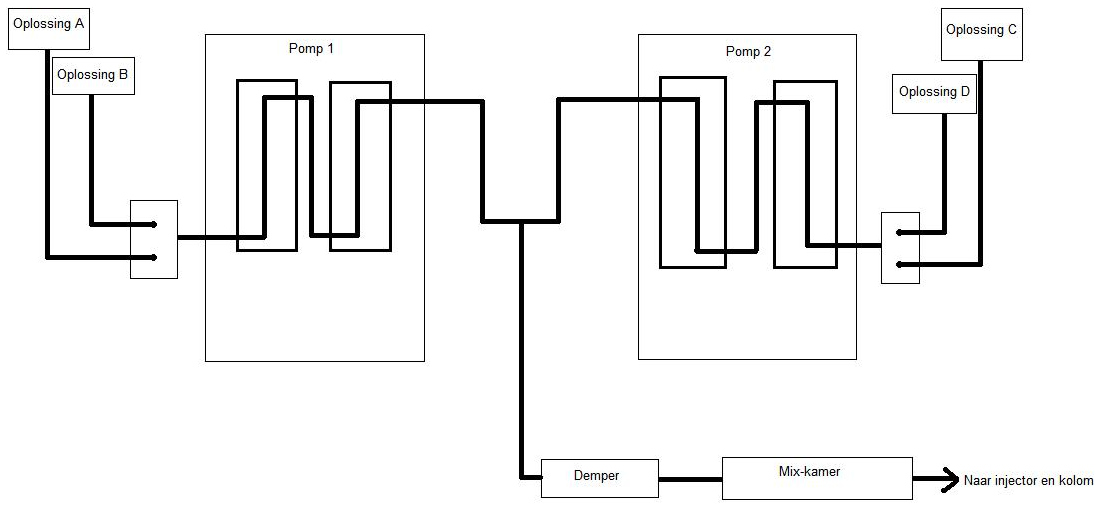
Schematische voorstelling van een binaire HPLC-pomp. Vóór iedere pomp bevindt zich een schakelkraan waarmee geschakeld kan worden tussen oplossing A en B respectievelijk oplossing C en D. Het is niet mogelijk om twee oplossingen die op dezelfde pomp aangesloten zijn tegelijkertijd te gebruiken voor het samenstellen van een gradiënt. Alleen de samenstellingen A-C, A-D, B-C en B-D zijn dus mogelijk. Met een quaternaire pomp zou iedere gewenste combinatie van de vier oplossingen samengesteld kunnen worden.